# Lucas Bravo
Lucas Bravo (Niza, Alpes Marítimos, 26 de marzo de 1988) es un actor y modelo francés. Es conocido por protagonizar la serie de comedia romántica de Netflix Emily in Paris (2020-presente) como el chef Gabriel, el vecino de abajo de Emily y su interés amoroso.

## Biografía
Bravo nació el 26 de marzo de 1988 en Niza, Alpes Marítimos. Es el hijo del retirado futbolista franco-español Daniel Bravo y de la cantante Eva Bravo. Asistió al Lycée Pasteur en Neuilly-sur-Seine.
Bravo hizo su debut en la serie francesa de televisión Sous le soleil de Saint Tropez (2013). Al año siguiente, apareció como Antoine Mufla en la película de comedia dramática francesa La Crème de la crème, dirigida por Kim Chapiron. Desde 2020 ha protagonizado junto a Lily Collins la serie de comedia romántica de Netflix Emily in Paris como el chef Gabriel, vecino de abajo de Emily y su interés amoroso.
En agosto de 2021, se informó que aparecería en la próxima película de Dean Craig The Honeymoon, junto a Maria Bakalova. En octubre fue elegido para la comedia romántica Ticket to Paradise, protagonizada por George Clooney, Julia Roberts y Kaitlyn Dever, y dirigida por Ol Parker. En 2022, Bravo protagonizó El viaje de la señora Harris junto a Lesley Manville, Isabelle Huppert y Jason Isaacs, dirigida por Anthony Fabian, basada en la novela de Paul Gallico bajo el mismo nombre.
Bravo también es un modelo profesional representado por la agencia Viva en París.

## Filmografía

### Película
| Año  | Título                      | Rol          | Notas         |
| ---- | --------------------------- | ------------ | ------------- |
| 2022 | La señora Harris va a París | André Fauvel |               |
| 2022 | Boleto al Paraíso           | Pablo        |               |
| 2022 | La luna de miel             | Jorge        | Posproducción |

### Televisión
| Año           | Título                      | Rol            | Notas         |
| ------------- | --------------------------- | -------------- | ------------- |
| 2013          | Bajo el sol de Saint-Tropez | Jeff           | 2 episodios   |
| 2015          | T.O.C                       | Adrián         | 1 episodio    |
| 2016          | Plus belle la vie           | Mathieu Grange | 1 episodio    |
| 2020-presente | Emily en París              | Gabriel        | Rol principal |